# Pilcaya
Pilcaya è un comune del Messico, situato nello stato di Guerrero.